# Mallota bicolor
Mallota bicolor är en tvåvingeart som beskrevs av Sack 1910. Mallota bicolor ingår i släktet hålblomflugor, och familjen blomflugor. Inga underarter finns listade i Catalogue of Life.